# Saint-Laurent-des-Hommes
Saint-Laurent-des-Hommes (okzitanisch: Sent Laurenç daus Urmes) ist eine französische Gemeinde in der Region Nouvelle-Aquitaine (vor 2016: Aquitanien) mit 1.022 Einwohnern (Stand: 1. Januar 2022). Sie liegt im Département Dordogne. Die Gemeinde gehört zum Kanton Vallée de l’Isle im Arrondissement Périgueux. Die Einwohner werden Saint-Laurentais genannt.

## Geografie
Saint-Laurent-des-Hommes liegt im Périgord Blanc (Weißes Périgord) am nördlichen Ufer der Isle, in die hier das Flüsschen Farganaud einmündet. Umgeben wird Saint-Laurent-des-Hommes von den Nachbargemeinden Saint-Michel-de-Double im Norden, Saint-Martin-l’Astier im Osten und Nordosten, Saint-Médard-de-Mussidan im Osten und Südosten, Beaupouyet im Süden und Südosten, Saint-Martial-d’Artenset im Süden, Montpon-Ménestérol im Westen und Südwesten sowie Saint-Barthélemy-de-Bellegarde im Nordwesten.

## Bevölkerungsentwicklung
| Jahr                       | 1962 | 1968 | 1975 | 1982 | 1990 | 1999 | 2006 | 2018 |
| Einwohner                  | 925  | 861  | 867  | 863  | 938  | 884  | 989  | 1015 |
| Quellen: Cassini und INSEE |      |      |      |      |      |      |      |      |

## Sehenswürdigkeiten

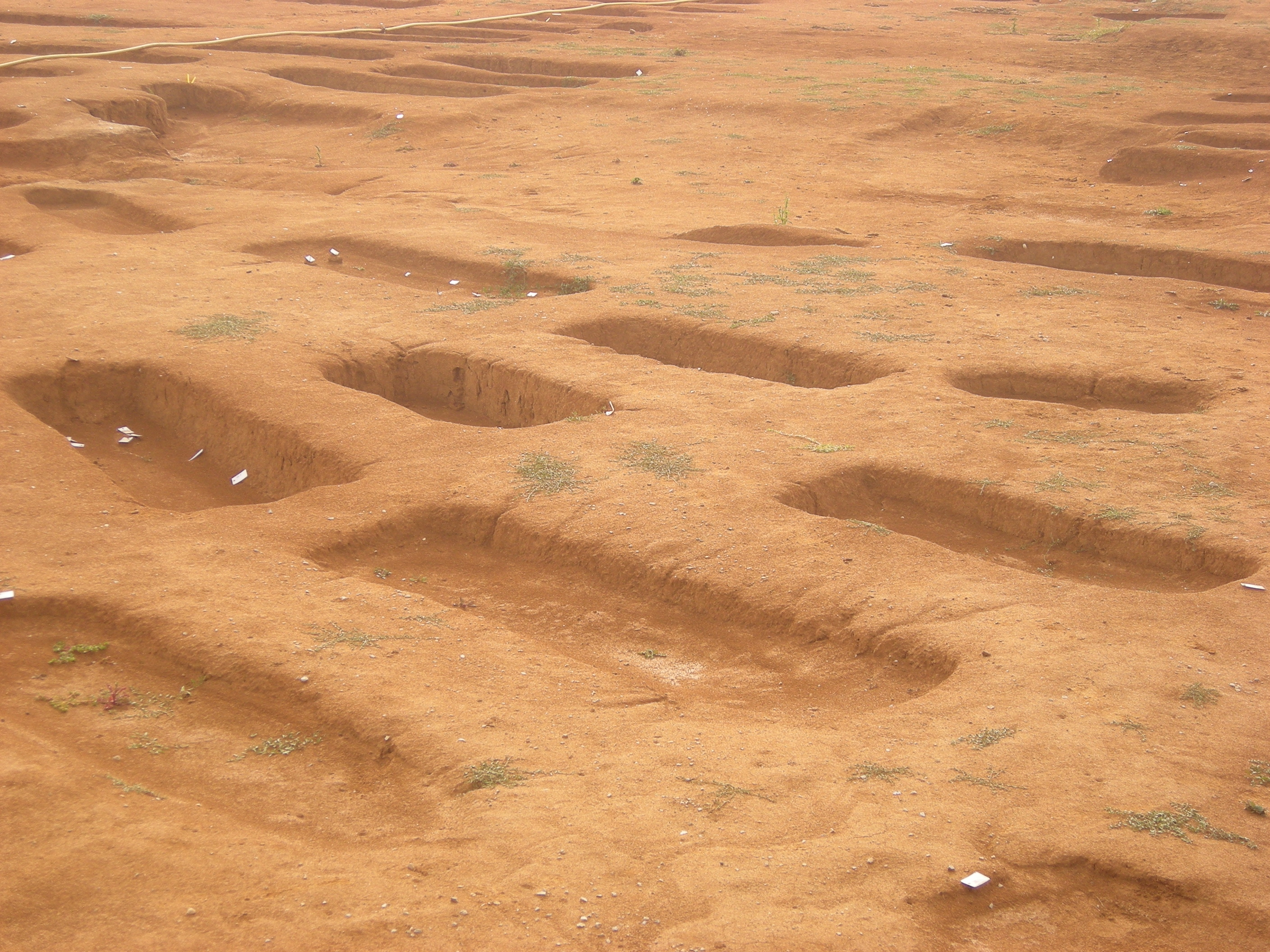
Merowingernekropole
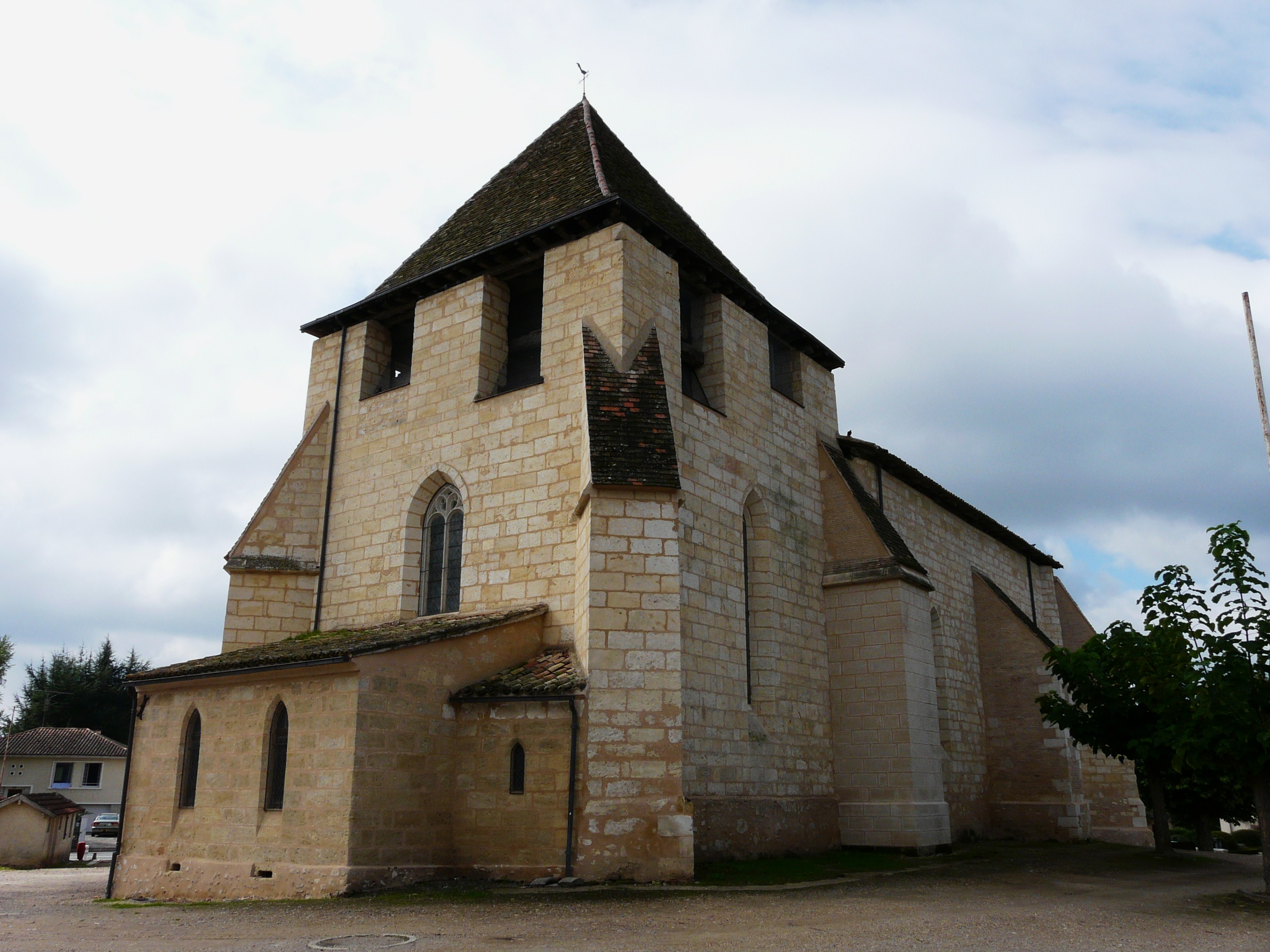
Kirche Saint-Laurent aus dem 15. Jahrhundert
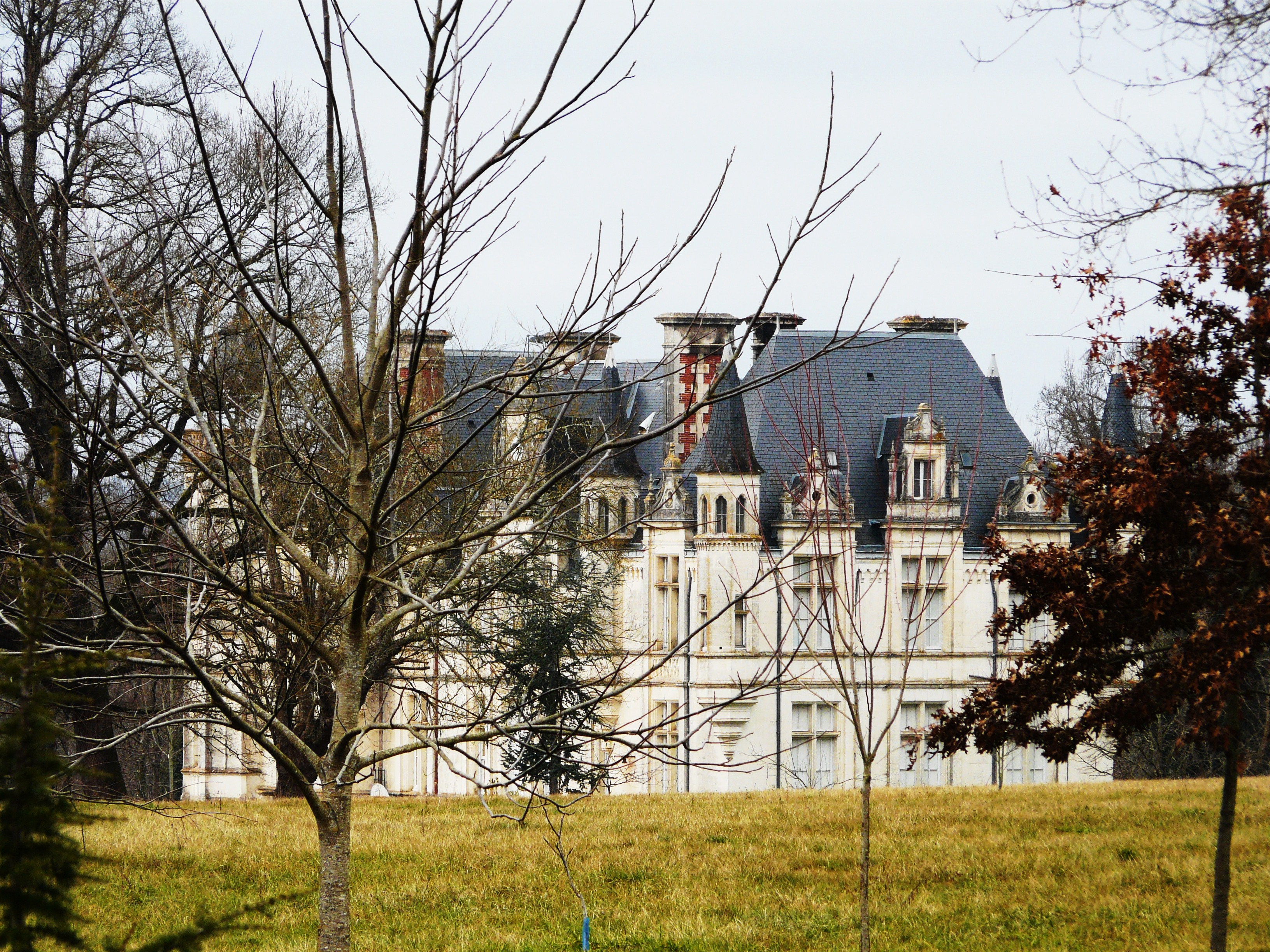
Schloss Les Fournils

- Merowingernekropole
- Kirche Saint-Laurent
- Schloss Les Fournils

## Gemeindepartnerschaften
Mit den britischen Gemeinden Sutton und Shottisham in Suffolk (England) bestehen seit 1976 Partnerschaften.